# Montmain
Montmain é uma comuna francesa na região administrativa da Normandia, no departamento de Sena Marítimo. Estende-se por uma área de 6,02 km². Em 2010 a comuna tinha 1 320 habitantes (densidade: 219,3 hab./km²).